# Netzfilter
Ein Netzfilter, auch Netzentstörfilter oder Absorber genannt, ist eine elektrische Schaltung, die sowohl elektrische Störungen von elektronischen Geräten in das öffentliche Stromversorgungsnetz begrenzt (Funkentstörung) als auch die elektromagnetische Verträglichkeit elektrischer Geräte gegen Störungen aus dem Stromnetz verbessert (Erhöhung der Störfestigkeit).
Netzfilter sind oft Tiefpässe aus Induktivitäten und Kondensatoren. Das Einsatzgebiet ist vorwiegend der Niederspannungsbereich des Stromnetzes.
Netzfilter werden oft direkt in empfindliche elektronische Geräte oder in Störungen verursachenden Schaltnetzteilen integriert (z. B. Computer-, Fernseher- und Monitor-Netzteile) oder sind in Zylinderform in Kabeln zwischen Transformator und Laptop sichtbar. Sie werden auch in spezielle Steckdosen und Steckdosenleisten eingebaut oder sind als eigenständiges Modul erhältlich.

## Aufbau

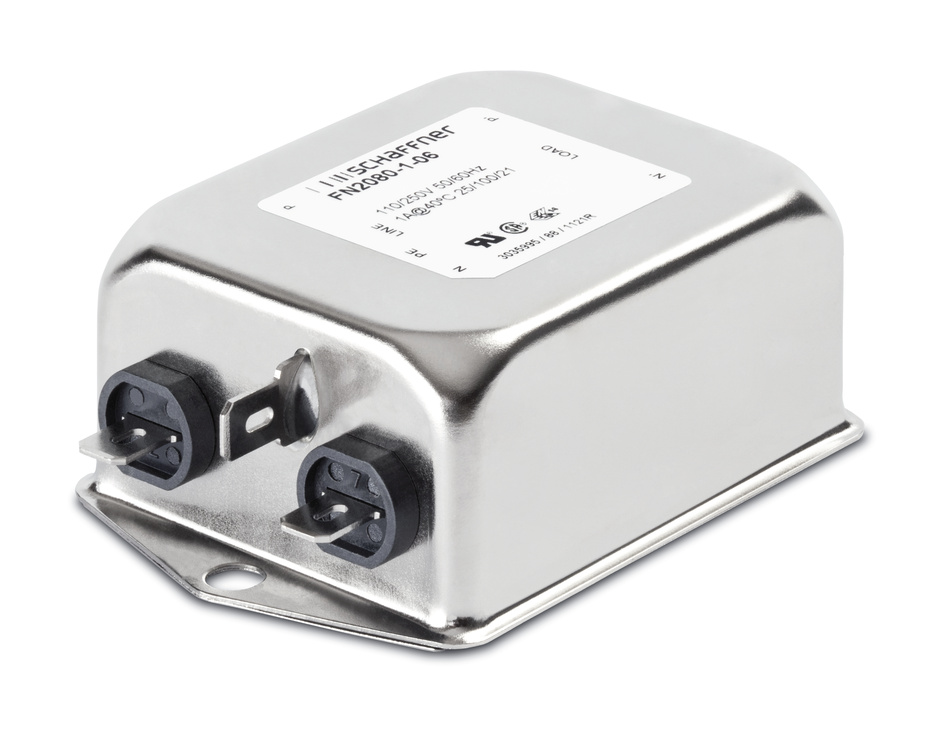
Gekapselter Netzfilter (Einbaumodul)

Typischer Schaltplan
R = 1,0 MΩ
C_{X} = 100 nF (X-Klasse)
C_{Y} = 2,2 nF (Y-Klasse)
L = 2 × 1,0 mH (stromkompensiert)

Netzfilter für die Netzspannung sind meist passive Filter ohne aktive Elemente wie Transistoren. Sie bestehen aus Widerständen, Drosseln und Kondensatoren. Die Drossel ist dabei oft als stromkompensierte Drossel aufgebaut: mehrere gleichsinnige Wicklungen sind auf einem gemeinsamen Ferritring untergebracht. Solche Drosseln unterdrücken besonders gut asymmetrische (common mode) oder Gleichtaktstörströme, die in gleicher Richtung auf den Zuleitungen fließen. Für den Betriebsstrom, der im Gegentakt – auf beiden Leitungen in entgegengesetzter Richtung – fließt, stellen sie dagegen nur eine geringe Induktivität dar. Die Magnetfelder eines Gegentaktstroms heben einander auf und können folglich auch kein Magnetfeld im Ferritkern erzeugen. Diese stromkompensierten Drosseln (common-mode-chokes) sind daher auch nicht in der Lage, Gegentaktstörungen zu unterbinden. Solche Störungen entstehen z. B. als Oberwellen in Schaltnetzteilen oder Thyristorstellern und besitzen wie auch die Nutzströme gegeneinander gerichtete Polarität. Um auch solche Störungen wirksam zu unterdrücken, sind häufig weitere einzelne, unkompensierte Drosseln nötig, solche Netzfilter sind daher größer als solche ausschließlich mit stromkompensierten Drosseln.
Beispiele sind sogenannte Sinusfilter zwischen Frequenzumrichtern und Motoren oder auch passive PFC-Drosseln.
Als Kondensatoren werden in Netzfiltern spezielle Sicherheits-Entstörkondensatoren eingesetzt. Sie unterteilt man in zwei Gruppen:
- X-Kondensatoren: Zur Dämpfung von Gegentakt-Störspannungen (Störspannung zwischen den Zuleitungen).
- Y-Kondensatoren: Zur Unterdrückung von Störspannungen, die in gleicher Phase auf Außenleiter und Neutralleiter gegenüber Erde auftreten (Gleichtaktstörungen).

Letztere sind meist kleiner als die X-Kondensatoren, um den Ableitstrom nicht unzulässig zu erhöhen. Sie müssen auch besonders sicher und überspannungsfest sein, um bei großen Gleichtaktstörungen, z. B. Blitzeinschlag in der Nähe, keinen Kurzschluss zum Gehäuse zu verursachen.
Sowohl X- als auch Y-Kondensatoren dürfen beim Versagen keine Brände verursachen, daher sind insbesondere X-Kondensatoren selbstheilend, d. h., sie verursachen bei inneren elektrischen Durchschlägen keinen Kurzschluss, sondern verlieren lediglich Kapazität. Ein Kurzschluss der als Folienkondensator ausgeführten X-Kondensatoren könnte ansonsten das Dielektrikum oder die Isoliergehäuse in Brand setzen.

## Wechselwirkungen mit anderen Komponenten

### FI-Schalter
Die beiden Y-Kondensatoren an den Zuleitungen von einphasig gespeisten Geräten der Schutzklasse I (Geräte mit Schutzerde-Anschluss bzw. Schutzleiter) verursachen einen erhöhten Ableitstrom: an einem von beiden liegt die volle Netzspannung gegen Erde bzw. Schutzleiter, es darf ein Blindstrom von 0,5 mA (medizinische Geräte) bzw. 3,5 mA (übrige Geräte der Schutzklasse I) oder 5 mA (Industrie-Baugruppen) gegen Erde fließen.
Werden mehrere Geräte mit Netzfilter an einem Fehlerstromschutzschalter betrieben, summieren sich die Ableitströme möglicherweise zu einem Wert oberhalb dessen Nichtauslösefehlerstrom (0,5 × Bemessungsfehlerstrom) und er löst aus. Besonders hoch ist dieser Differenzstrom beim Einschalten im Spannungsmaximum der Netzwechselspannung, daher werden FI-Schutzschalter mit verzögertem Ansprechverhalten angeboten.

### Gehäusepotential
Ist der Schutzleiter eines Schutzklasse-I-Gerätes unterbrochen, gerät dessen Gehäuse unter Spannung gegen Erdpotential. Das ist Folge des kapazitiven Spannungsteilers, den die Y-Kondensatoren bilden, sie beträgt daher ca. 230 V/2 = 115 Volt. Die Ströme sind nicht lebensgefährlich, sind jedoch ein Grund, weshalb medizinische Geräte nur einen geringeren Ableitstrom haben dürfen (0,5 mA). Deren Netzfilter sind daher anders dimensioniert; deren Y-Kondensatoren sind kleiner, die Drosselinduktivitäten müssen entsprechend größer sein.
Weiterhin kann diese Spannung über unsymmetrische Signalverbindungen „verschleppt“ werden. Der Rückleiter (Masse) von (Audio-)Signalverbindungen ist üblicherweise mit der Kleinspannungs-Masse und zur Abschirmung auch mit dem Gehäuse der Geräte verbunden. Wird zum Beispiel ein NF-Verstärker (Schutzklasse III, üblicherweise nicht geerdetes Gehäuse) mit einem Personal Computer (Schutzklasse I, geerdetes Gehäuse) verbunden, besteht eine Wahrscheinlichkeit, dass der Ableitstrom beim Einstecken in den Signaleingang fließt. Die Spannung kann beim Stecken die Elektronik beschädigen. Deshalb sollte man solche Steckverbindungen nur herstellen, wenn mindestens einer der Netzstecker der Geräte gezogen ist. Ähnliches gilt für digitale Daten-Verbindungen, daher ist der Massekontakt bei USB-Steckern voreilend.

### Brummschleifen
Wird ein geerdetes Gerät (zum Beispiel ein Computer) über eine asymmetrische Signalverbindung mit einem ebenfalls geerdeten Gerät, beispielsweise einem Radioempfänger mit angeschlossener geerdeter Antenne, verbunden, ergibt sich häufig über die Masseleitung des Signalkabels und die Erdungen eine Brummschleife, die mit Netzfiltern nicht zu beheben ist.